# Zmarli w roku 1811
Lista osób zmarłych w 1811:

## luty 1811
- 9 lutego – Nevil Maskelyne, brytyjski astronom[1]

## czerwiec  1811
- 10 czerwca – Karol Fryderyk, wielki książę Badenii[2]

## lipiec 1811
- 30 lipca – Miguel Hidalgo y Costilla, ksiądz katolicki, przywódca meksykańskiego powstania narodowego[3]

## sierpień 1811
- 14 sierpnia – Pierre Durand de Maillane, francuski prawnik[4]
- 21 sierpnia – Barbara Zdunk, ostatnia osoba w Europie, stracona przez spalenie na stosie[5]
- 31 sierpnia – Louis Antoine de Bougainville, największy francuski odkrywca, kapitan francuskiej wyprawy dookoła świata[6]

## wrzesień 1811
- 8 września – Peter Simon Pallas, niemiecki, zoolog i botanik[7]

## listopad 1811
- 15 listopada – Józef Pignatelli, hiszpański jezuita, święty katolicki[8]
- 27 listopada – Gaspar Melchor de Jovellanos, hiszpański polityk, prawnik, ekonomista[9]

## grudzień 1811
- 11 grudnia – Seweryn Rzewuski, hetman polny koronny, jeden z przywódców konfederacji targowickiej[10]